# IPTC 7901
IPTC 7901 è una specifica di markup per il lancio di notizie in formato testo, pubblicata dall'International Press Telecommunications Council, che è stata progettata per standardizzare il contenuto e la struttura dei testi degli articoli riguardanti notizie. Esso è stato formalmente approvato nel 1979 ed è ancora il modo più comune del mondo di trasmettere articoli di notizie per giornali, siti web e per le agenzie di stampa.
Anche se superato negli anni novanta dalle specifiche IPTC Information Interchange Model e successivamente da News Industry Text Format basato su XML, persiste un'enorme base di utenti di IPTC 7901.
IPTC 7901 è strettamente correlato alla specifica ANPA-1312 (conosciuta anche come ANPA 84-2 e successivamente 89-3) di Newspaper Association of America.

## Funzioni
Utilizzando i campi fissi dei metadati e una serie di controlli e altri caratteri speciali, l'IPTC 7901 è stato progettato per alimentare i flussi di notizie di testo sia per telescriventi che per l'editoria basata su computer. 
Notizie (articoli di stampa) possono essere assegnati a grandi categorie (come sport o cultura) e fornite di priorità più alta o più bassa, basata sulla importanza.